# موش بالاروی پانامایی
موش بالاروی پانامایی (نام علمی: Tylomys panamensis) نام یک گونه از سرده موش‌های بالارو است.